# Demolis niveolineata
Demolis niveolineata är en fjärilsart som beskrevs av Gottfried Christian Reich 1935. Demolis niveolineata ingår i släktet Demolis och familjen björnspinnare. Inga underarter finns listade i Catalogue of Life.